# Peine de mort au Belize
La peine de mort au Belize est prévue par le code pénal, bien qu'aucune exécution n'ait eu lieu depuis 1985.

## Historique
1963 : Exécution de Nora Parham (première femme).
1985 : Exécution de Kent Bowers (la dernière).
1996 : Signature du premier protocole du PIDCP.
2002 : Le Comité judiciaire du Conseil privé déclare la peine de mort obligatoire inconstitutionnelle.
2005 : Dernière condamnation à mort.
2017 : Amendement du Criminal Code.
2023 : Plus personne dans le couloir de la mort.
Au Honduras britannique puis le Belize après son changement de nom, la peine de mort est une application obligatoire dans toute condamnation pour meurtre. Le condamné est exécuté par pendaison au sein de la prison où il est détenu.
Le 30 avril 1963, Nora Parham, 36 ans, est jugée coupable du meurtre de son compagnon. Elle est pendu le matin du 5 juin 1963. Elle est et reste la seule femme à avoir été pendue au Belize. Malgré le support et la sympathie de la population et un débat politique, sa pendaison a lieu. Mais des années plus tard, des voix feront remarquées qu'aucune circonstance atténuante n'a été prise en compte. En effet, Parham, mère de huit enfants, vivait avec Ketchell Trapp, connu pour être un ivrogne et un homme violent. Mais Trapp était policier et les personnes ayant participé à son procès étaient toutes des hommes,.
Entre 1969 et 1985, quatre hommes ont été exécutés. Kent Bowers (en), 17 ans, est le dernier condamné à avoir été pendu pour meurtre le 19 juin 1985.
Depuis Bowers, plusieurs condamnations à la peine de mort ont été prononcées mais aucune n'a été appliquée en raison d'irrégularités lors du procès, ou l'accusé a fait appel et a été rejugé. Par exemple, Glenford Baptist est condamné à mort en novembre 2001 pour un crime commis en 2000. La Cour suprême du Belize annule la condamnation en juillet 2015 en raison de la durée excessive de détention dans les couloirs de la mort. Sa peine est commuée en 25 ans de prison. En mars 2002, après avoir statué sur la condamnation à mort de Patrick Reyes, accusé d'un double meurtres commis en 1997, le Comité judiciaire du Conseil privé déclare la peine de mort obligatoire inconstitutionnelle au Belize,.
Le pays signe le premier protocole du Pacte international relatif aux droits civils et politiques le 10 juin 1996 mais il s'est toujours opposé à signer le second qui vise à supprimer la peine de mort. Malgré tout, la dernière condamnation remonte à 2005 et en 2017, le Criminal Code est amendé pour supprimer l'application obligatoire et donne la possibilité d'une réclusion à perpétuité pour meurtre,.
En 2014, la conclusion de l'affaire de Lavern Longsworth sert de jurisprudence pour des cas de violences conjugales et d'autres formes de violences sexistes. C'est la première fois que le syndrome de la femme battue est pris en compte dans un procès au Belize. Longsworth a tué son mari violent en 2010. Condamnée à la perpétuité dans un premier temps, elle est menacée de la peine de mort en 2013. Cette prise en compte du syndrome de la femme battue transformera sa condamnation à une peine d'emprisonnement de huit ans,.
Depuis 2023, il n'y a plus personne attendant dans le couloir de la mort. Le Belize n'applique plus la peine de mort de facto.